# Seznam vodních toků v Bretani
Seznam vodních toků v Bretani uvádí řeky, které zcela nebo zčásti protékají územím Bretaňského poloostrova na západě Francie.

## A
- Aff
- Ardenne
- Arguenon
- Arz
- Aulne
- Aven

## B
- Blavet
- Brutz

## C
- Caler
- Cantache
- Canut
- Canut de Renac
- Coronq
- Couesnon

## D
- Don
- Douffine
- Dour Elego
- Douron
- Dourduff

## E
- Ellé
- Élorn
- Eon
- Erdre

## F
- Faou
- Flèche
- Flora
- Flume
- Frémur

## G
- Gouët
- Gouedic (Petit Goued)
- Goyen
- Gwazh Vilinig
- Guic
- Guindy

## H
- Horn
- Hyères

## I
- Iaric
- Ic
- Ille
- Illet
- Ise
- Islet
- Isole

## J
- Jarlot
- Jaudy

## K
- Kerallé
- Kerdu
- Koad Toull Sac'h

## L
- Laïta
- Lan Scalon
- Leff
- Léguer
- Linon
- Liziec
- Loire

## M
- Maine
- Meu
- Moros

## N
- Ninian

## O
- Odet
- Oust

## P
- Penfeld
- Penzé

## Q
- Queffleut
- Quillimadec
- Quillivaron
- Quincampoix

## R
- Rance
- Rivoal
- Roscoat
- Rozan

## S
- Saint-Émilion
- Scorff
- Secret
- Semnon
- Serein
- Sèvre nantaise
- Squiriou
- Stêr Goanez

## T
- Théoulas
- Trieux

## U
- Urne

## V
- Vilaine

## Y
- Yaigne
- Yar